# Чердаклы (памятник природы)
Чердаклы — ботанический памятник природы местного значения. Находится в Никольском районе Донецкой области, возле села Кременевка Донецкой области.
Статус памятника природы присвоен решением областного совета н.д. от 10 марта 1993 года. Общая площадь — около 200 га. Площадь в Донецкой области — 84 га.
В Чердаклах произрастают растения гранитных обнажений и петрофитных степей. 8 видов высших растений занесены в Красную книгу Украины — аистник Бекетова, прострел.
Через Чердаклы протекает река Кальчик и находятся микрокаменные могилы[прояснить], поросшие разнотравьем.